# Kytorhinus hoyeri
Kytorhinus hoyeri là một loài bọ cánh cứng trong họ Bruchidae. Loài này được Tenenbaum miêu tả khoa học năm 1920.